# 大阪湾
| [[神戸市\|神戸]] [[大阪市\|大阪]] 淡路島 [[和歌山市\|和歌山]] 明石海峡 播磨灘 大阪湾 紀淡海峡 紀伊水道 |
| ランドサット7号 (Landsat 7) が撮影した大阪湾。                                                         |

大阪湾（おおさかわん）は、大阪平野と淡路島の間に位置する湾である。

## 概説
瀬戸内海の一角を形成し、明石海峡と紀淡海峡の2箇所の開口部をもつ閉鎖性海域である。古称・別称は「茅渟の海（ちぬのうみ）」や「和泉灘（いずみなだ）」。
瀬戸内海の最東端で、おおむね淀川の延長線上に約60kmの長軸、直交して約30kmの短軸をもつ楕円形をしている。明石海峡で播磨灘に、紀淡海峡で紀伊水道さらに北太平洋（フィリピン海）へと通じる。水深は淡路島側が深く、明石海峡から紀淡海峡へ約1ノットの潮流が生じている。
南は紀淡海峡、西北は明石海峡及び本州によって囲まれた海域であり、これは「大阪湾再生行動計画」による定義である。
北岸と東岸は三大都市圏の一つである近畿圏の中心地で、沿岸部は阪神工業地帯を形成している。複数の大規模な港湾が並び、関西国際空港と神戸空港という二つの海上空港も建設されている。これらの工場・港湾・空港用地を確保するために埋立地の造成も盛んに行われ、空港島のほかにも様々な人工島が並ぶ。また、ごみ最終処分場として大阪湾広域臨海環境整備センター（大阪湾フェニックスセンター）が設置され、近畿2府4県の160を超える自治体が共同利用している。
臨海部の埋立地には工場や物流・交通施設だけでなく、商業・娯楽施設、医療関連の施設・研究機関、マンションなども立地している。

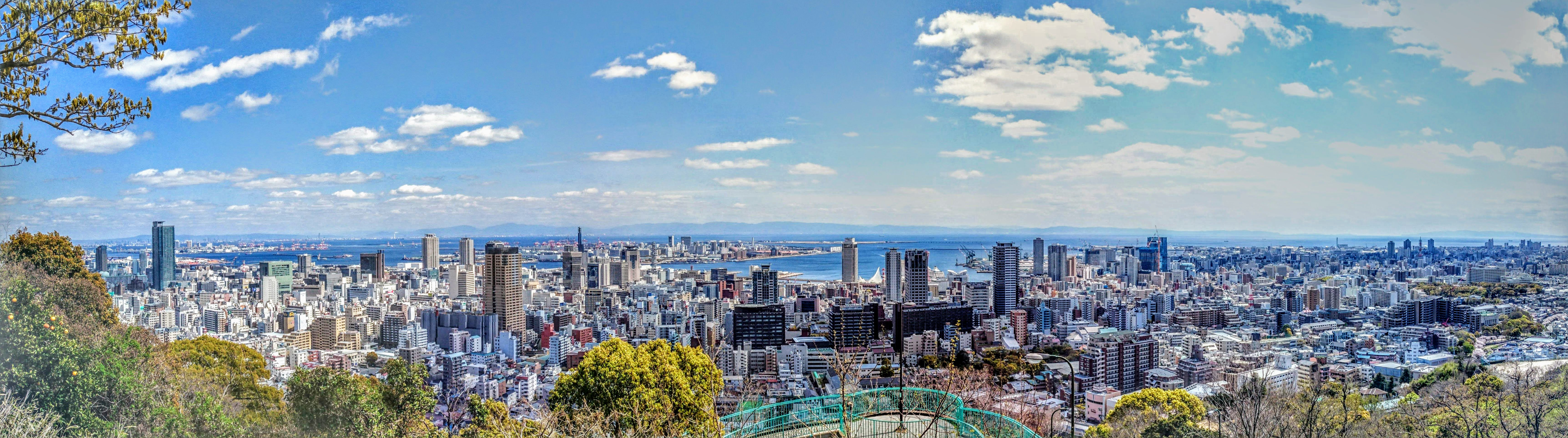
諏訪山公園のヴィーナスブリッジからのパノラマ。
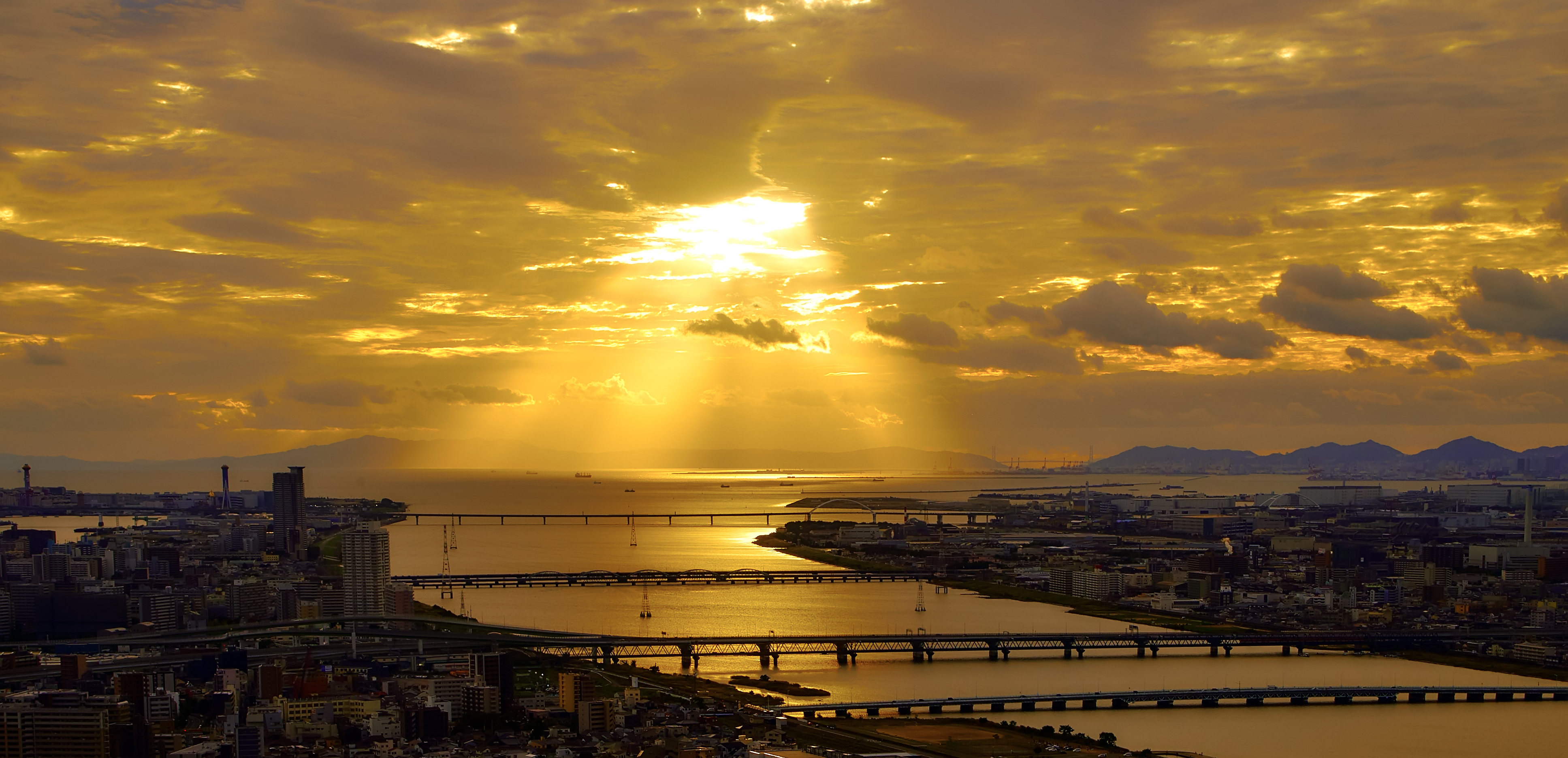
大阪市側から臨む大阪湾。
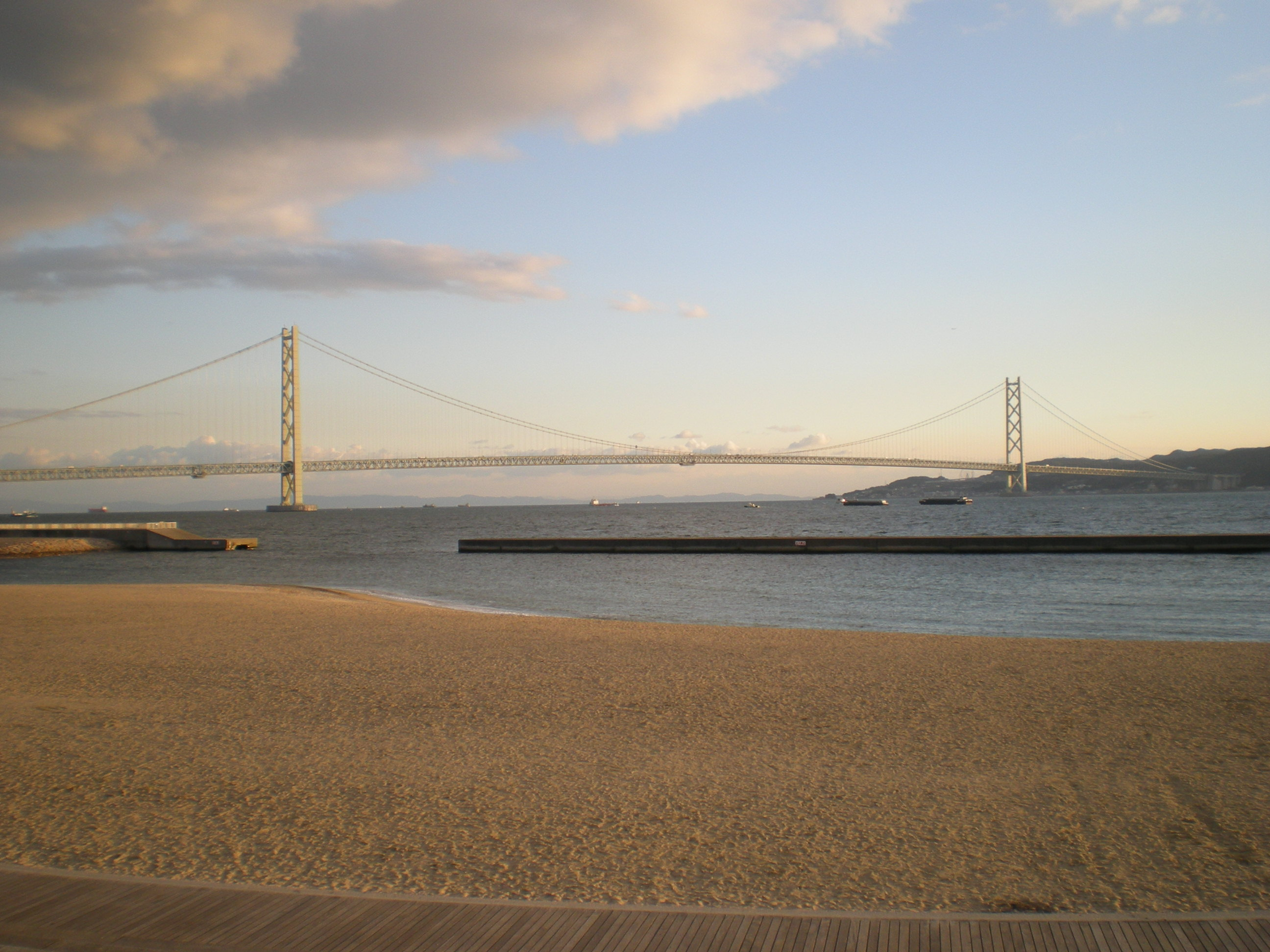
大蔵海岸から大阪湾方面に望む明石海峡と明石海峡大橋。
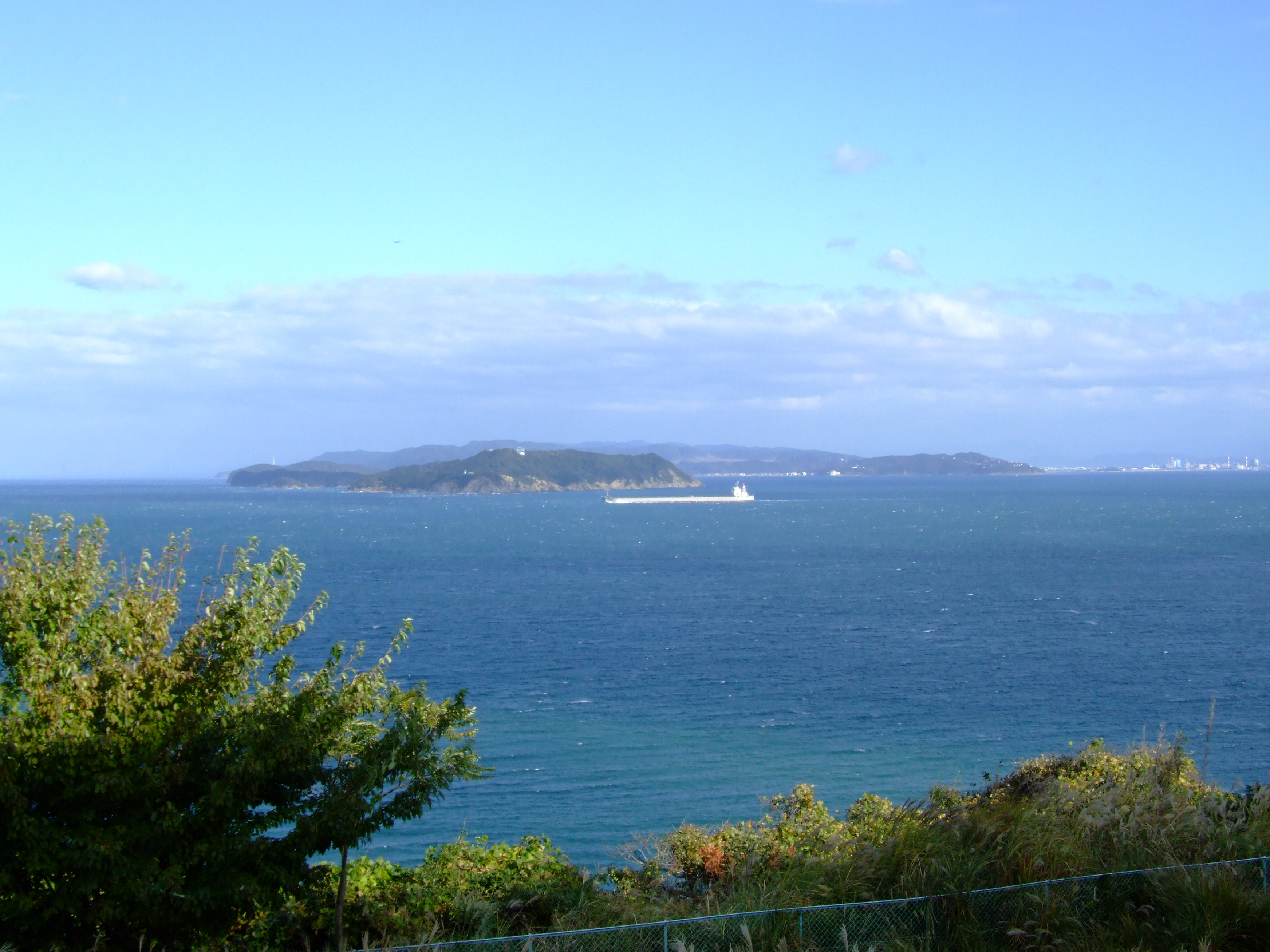
洲本市の生石公園から望む紀淡海峡。

## 自然環境

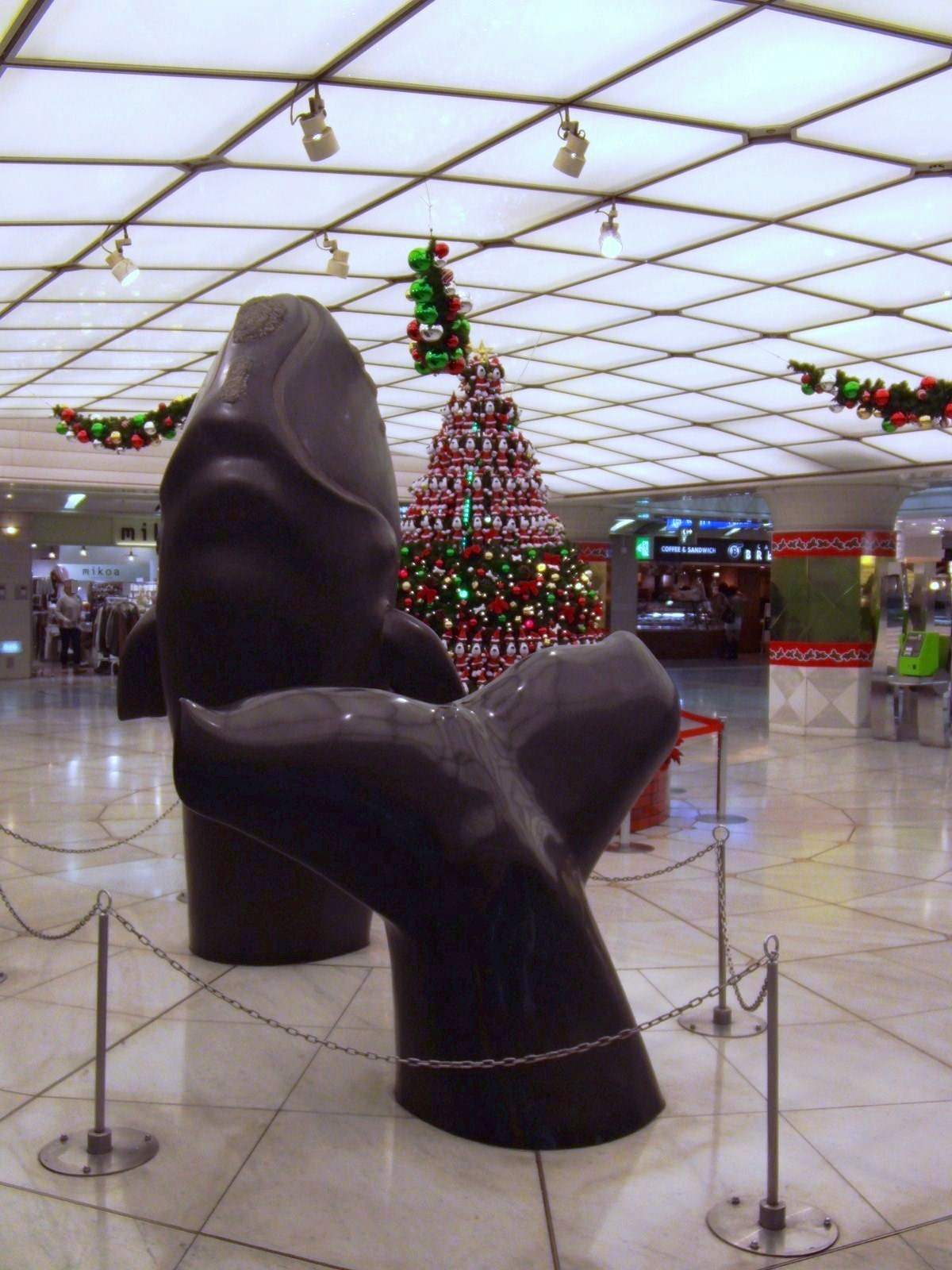
かつては大阪湾でも見られたとされるセミクジラを模したなんばウォークのオブジェ。

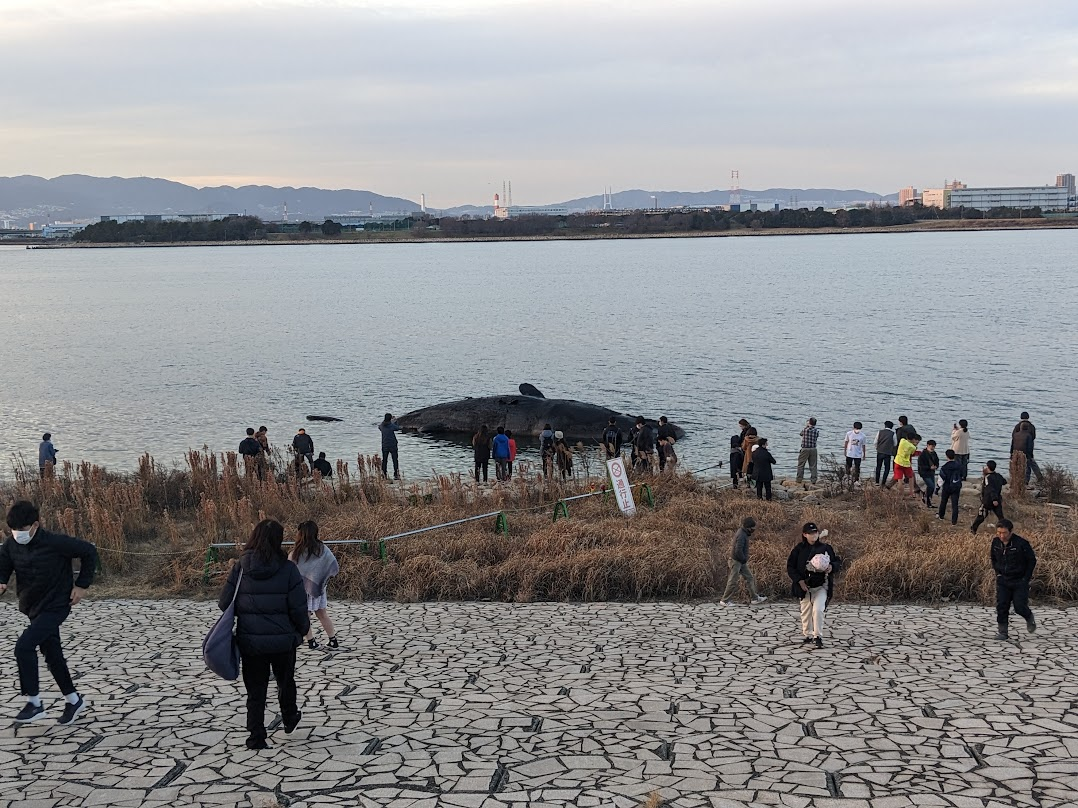
2023年に淀川河口に漂着したマッコウクジラの「淀ちゃん」。

大阪の別称「なにわ」は「魚（な）庭」を語源とする説があるほど、魚介類が豊富な海域として古来知られていた。流入する武庫川、猪名川、淀川、大和川、大津川などの河川が栄養を運ぶほか、明石海峡の海流の早さなどから身のしまった魚が多く獲れ、古くから沿岸漁業が盛んだった。黒鯛がよく獲れたことから、「チヌ（茅渟）」は黒鯛の別名のひとつになっている。
しかし、都市圏に隣接する閉鎖性水域であり、比較的早い時期から水質悪化などの環境問題が生じた。第二次世界大戦後に進んだ沿岸の開発や都市化で干潟など自然海岸の消失や赤潮の頻発もふくめて水質汚濁が進んだが、現在でも大阪府の泉州地方の南部や神戸市の須磨区や垂水区、淡路島の東岸には比較的に自然に近い海岸も残されており、海水浴場などの行楽地や漁港が点在し、漁業やマリンスポーツとしての釣りが行われている。しかし、魚介類の生息にも環境破壊の影響は顕著にみられ、全体的な漁獲量の減少やガザミ類やモガイ（サルボウ）などの急減も招いた。
生態系の破壊や環境破壊が深刻化する以前は、鯨類やニホンアシカやウミガメ類や大型魚が大阪湾を含む瀬戸内海に普遍的に回遊・分布していたとみられる。
近年でも、天然記念物であり瀬戸内海全体で激減したとされるスナメリが関西国際空港周辺に定着し始めていると判明し、ウミガメ（アカウミガメ）の産卵地点もいくつか存在しており、ハセイルカやミナミハンドウイルカなども時折現れる。また、今でこそ瀬戸内海への通常の回遊こそ消滅したが、近代になってからもクジラやシャチやアカシュモクザメやナルトビエイやクロマグロやバショウカジキなどの確認例も存在し、特筆すべき事例もいくつか含まれる。
また、男里川や大津川などはシオマネキやシギやチドリなどの生息地として知られている。

## 歴史

### 交易の海

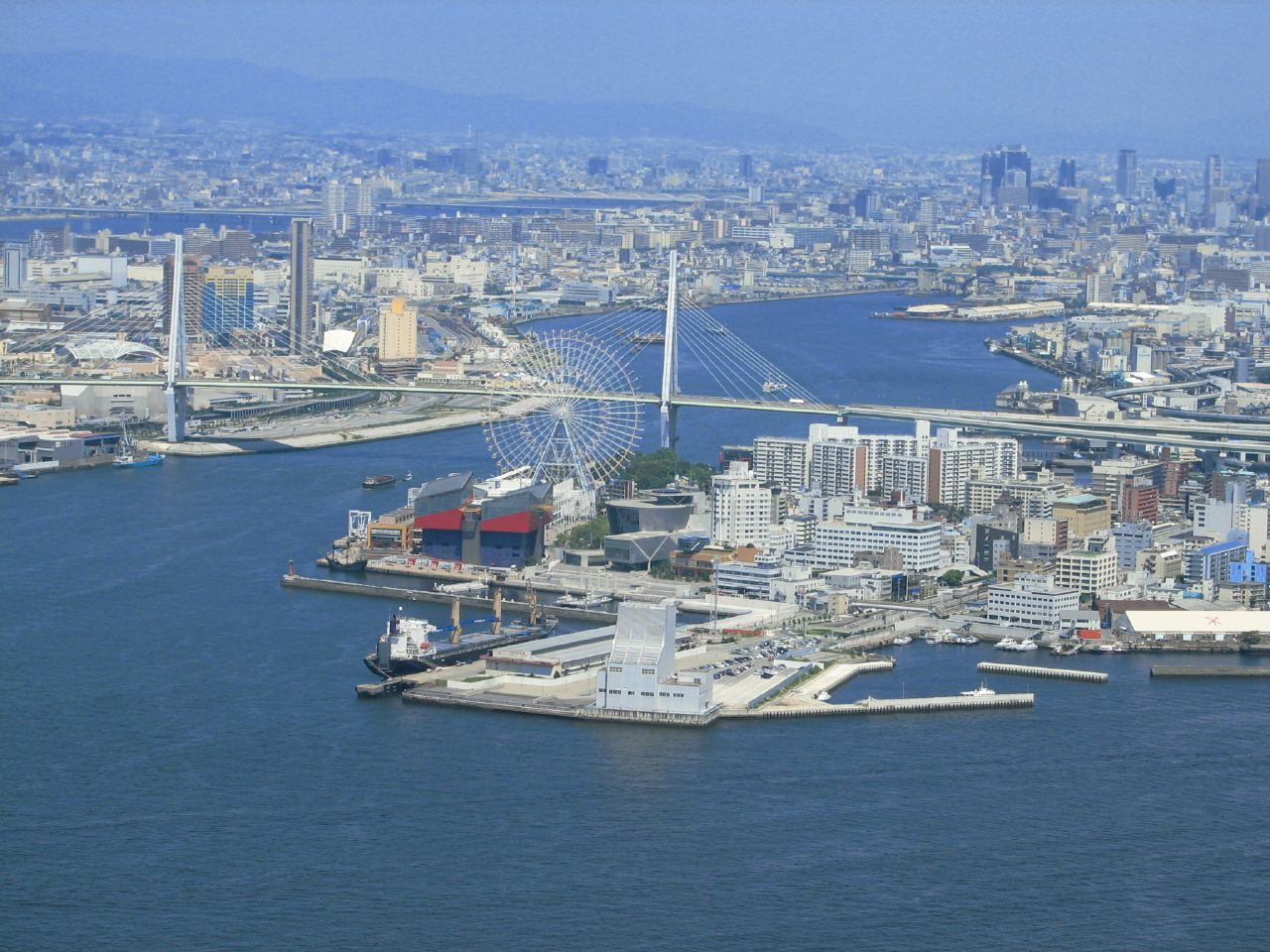
大阪港

六甲山天覧台（六甲山上展望台）のパノラマ夜景写真

古称の「茅渟の海」は、日本神話の神武東征において、神武天皇の兄の五瀬命が矢を受けて負傷した際に、傷口をこの海で洗ったことから「血沼（ちぬ）の海」と呼んだことが由来となっている。
瀬戸内海航路の起点として、古代の朝廷は淀川の河口に難波津や住吉津などを置いた。これらはシルクロードの日本の玄関口となり、遣隋使や遣唐使の出発地であり、また中国や朝鮮からの船を迎えて栄えた。内陸の飛鳥や平城京、平安京とは河川舟運で結ばれ、さらに陸路で東日本へ繋がっていた。また国が対外的に開かれた時期は難波宮や難波京、福原京（計画）などの都が置かれた。
淀川の河口に形成されたデルタは難波八十島（なにわのやそしま）と呼ばれ、かつて天皇が即位する際に斎行されていた八十嶋祭の場で、天皇は大阪湾の澄ノ江（住江、住吉の浜）で身を清め、八十嶋の御霊を付着させる祭事を行った。平安時代後期においては、渡辺綱（源綱）を祖とする渡辺氏が、滝口武者(天皇を護衛する武者)の一族として天皇の清めの儀式（八十嶋祭）に携わることから、大阪湾を支配する水軍系の武家として、瀬戸内海の水軍系武士の棟梁となる。渡辺氏の分流が九州の水軍棟梁の松浦氏である。
平安時代末期には平清盛が大輪田泊を修築拡大して日宋貿易の拠点とした。戦国時代には兵庫津や堺港が日明貿易と南蛮貿易で栄えた。西日本の交通の要衝であるため交易だけでなく、戦国時代には度々戦場となった（木津川口の戦い）。鎖国で対外交易が途絶えた江戸時代には安治川口・木津川口が繁栄して北前船、樽廻船、菱垣廻船などが経済の中心地となった大坂と全国とを結んだ。
近現代の海軍省や海上保安庁が刊行する海図においては、1954年まで別称の「和泉灘」と表記されており、以降も1966年まで「大阪湾（和泉灘）」と併記されていた。
- 1173年 平清盛が大輪田泊（現在の神戸港）を改修
- 1868年 大阪港及び神戸港が開港
- 1966年 ポートアイランド着工
- 1994年 関西国際空港が開港
- 1998年 明石海峡大橋が供用開始
- 2006年 神戸空港が開港

### 景勝地

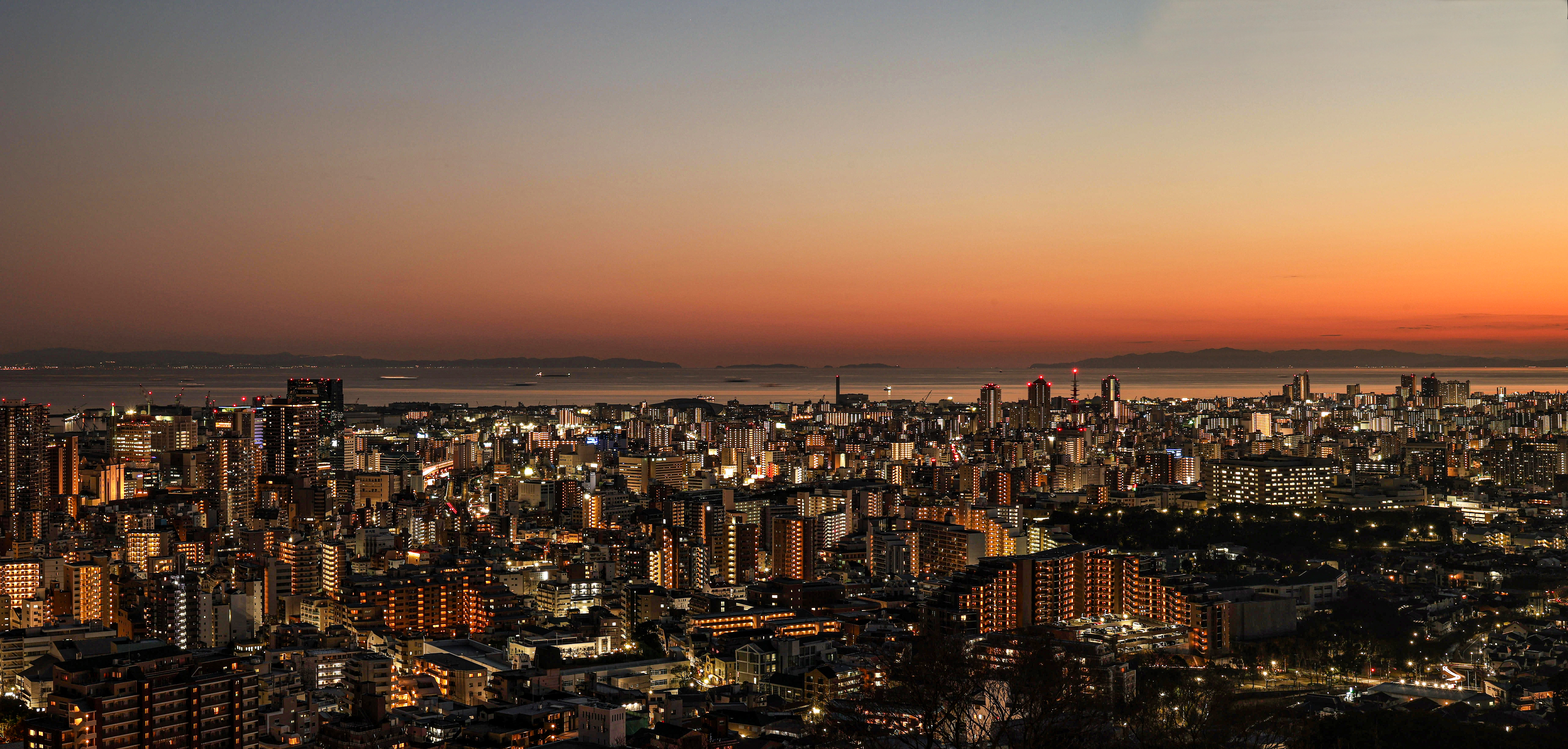
神戸市諏訪山公園からの大阪湾夕景。遠くは和歌山と淡路島間の紀淡海峡が見える。

淀川以南には、住吉の浜や高師浜など白砂青松の砂浜海岸が延々と続き、景勝地として多くの和歌などに詠われた。天智天皇の子の長皇子が住吉の浜の霰松原の美景を歌った和歌があり、風光明媚の典型図柄の一つとされる「住吉模様」は、住吉大社の社前の景色を図案化したものである。
堺以南には明治以降に多くの海水浴場が設置され、海浜リゾート地として賑わっていたが、高度成長期に工業化にともなう水質悪化や埋め立てなどでほとんど姿を消した。
現在の景勝地としては大阪湾を俯瞰できる六甲山地の掬星台が日本三大夜景の一つとして広く知られる存在である。

### 工業地帯と将来

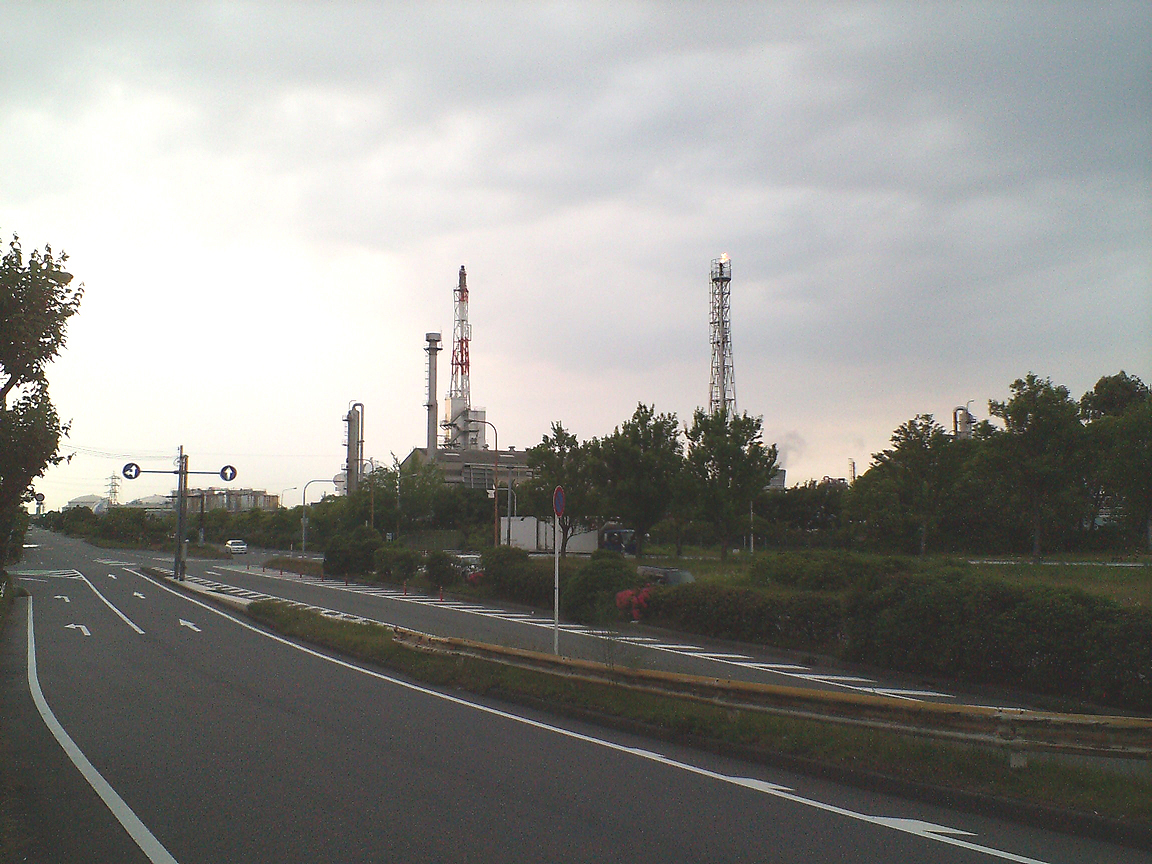
堺泉北臨海工業地帯

大阪や神戸周辺の湾岸は第二次大戦前からの工業地帯で永らく日本最大の重工業集積地であったが、多くの工場が老朽化などで拠点工場としての地位を各地の新しいコンビナートに譲っている。また、堺泉北臨海工業地帯などの比較的新しい重厚長大型コンビナートも1980年代以降の産業構造の変化に対応しきれない状態があった。
現在は官民協力で湾岸の再生が構想されておりシャープが堺市堺区の新日本製鐵堺製鐵所の高炉跡に液晶パネル工場、パナソニックが尼崎市にプラズマパネル工場を建設している。また、パナソニックが大阪市住之江区の関西電力大阪発電所跡地に、三洋電機が貝塚市にリチウムイオン電池工場を建設している。
堺市付近は新エネルギーの開発拠点ともなっており、堺市西区にはバイオエタノール・ジャパン・関西の稼動、関西電力による大型太陽光発電所が建築中である。

## 交通
本土と淡路島とは1949年（昭和24年）から1999年まで兵庫県洲本市 - 大阪府岬町間に定期航路「洲本 - 深日航路」があった。2017年から航路の復活の社会実験を行う「深日洲本ライナー」が運航されている。

## 環境問題
自然砂浜の消失、水質汚濁、生物多様性の低下などの問題がある。

### 海底の環境
- 1970 - 1980年代にかけて埋め立てなどの理由で海底の土砂が大量に削られたため海底に窪地ができている。この窪地は湾内に十数個あり、面積は最大で約126ヘクタール、深さは約12メートルに及ぶ。近年、ここから浮上する酸素濃度の低い海水などが原因となって青潮の被害が発生しているため、大阪府は阪神港の浚渫で生じる土砂で埋めもどすことを検討している[26]。
- 海面の浮遊ゴミ撤去など大阪湾の環境保全は進んでいるが、古くからの工業都市である大阪から流れ出した有害物質はヘドロとなって水底に堆積しており[27]（詳細は「底質汚染」を参照）、かつてはダイオキシン類の底質環境基準の超過が湾内各地であったが、現在は徐々に低減している（調査地点の一つである神崎川河口では2004年まで環境基準(150pg-TEQ/g)を超過していたが、2005年は環境基準以下の100pg-TEQ/gとなった）[28]。ただし、大阪湾に流入する水質の改善に比べて大阪湾の水質の改善が遅れているのは、底質汚染が要因の一つとされている（大阪市港湾部や神戸遠矢浜の底質汚染が調査され測定結果が公開されている[29]）。
- 大阪湾の海底環境は全国的に見て悪い状態にあり、2007年から2008年に行なった環境省の調査では推定で1平方キロメートル当たり約210キログラムものゴミが沈んでいることがわかった[30]。

### 大阪湾の水質
- 環境基本法（環境省，1993） に基づく利用目的の適応性に応じた海域別の類型指定がなされ、それぞれCOD基準値が定められている。湾口部から湾奥部に向かって A、B、C の順で 3類型が指定され、それぞれのCOD基準値は、水浴、自然環境保全を利用目的としたA類型では 2 mg/L、工業用水を利用目的としたB類型では 3mg/L、環境保全を利用目的とした C 類型では 8 mg/Lとされた。
- 大阪湾の沿岸域における水質の変動傾向については、過去約 20 年で全窒素、全リンともに減少傾向にあるにもかかわらず、COD は低下していないことが報告されている（藤原，2014；環境省，2019； 大阪湾再生推進会議，2021；藤原ほか，2021）。このような現象は総量規制が行われてきた他の沿岸域にもみられる現象であるが，いずれも決定的な原因は明らかになっていない。
- 総量規制の効果は、大阪湾内全体で一様に進行するのではなく、河川からの負荷の影響が海域によって、また、COD、窒素、リンそれぞれによっても異なって発現し、それには湾内における内部生産が影響していることが示唆されている[31]。

### 合流式下水道越流水問題
- 雨水も家庭排水などの下水も、下水道を通じて下水処理場まで運んでいる場合、大量の雨水が下水道に流れ込んでしまい、下水道管で受け止めきれなかった一定量については、汚水未処理のまま河川の公共水域に放流せざるを得ない状況が発生しており、大雨時には放流海域での大腸菌数の増加など、環境影響が発生している。

## 災害リスク
江戸時代以前には、大阪市街にも津波が襲来した記録がある。大阪府と兵庫県は、南海トラフ巨大地震を想定した津波ハザードマップを作成・公表している。

## 沿岸の自治体
- 兵庫県
洲本市、淡路市、明石市、神戸市（垂水区・須磨区・長田区・兵庫区・中央区・灘区・東灘区）、芦屋市、西宮市、尼崎市
- 大阪府
大阪市（西淀川区・此花区・港区・大正区・住之江区）、堺市（堺区・西区）、高石市、泉大津市、忠岡町、岸和田市、貝塚市、泉佐野市、田尻町、泉南市、阪南市、岬町
- 和歌山県
和歌山市